# Clethrogyna unicolor
Clethrogyna unicolor är en fjärilsart som beskrevs av Barend J. Lempke 1959. Clethrogyna unicolor ingår i släktet Clethrogyna och familjen tofsspinnare. Inga underarter finns listade i Catalogue of Life.